# Головний сержант Національної гвардії України
Головний сержант Національної гвардії України (до 2020 року — головний старшина Національної гвардії України)  — посадова особа у структурі Головного управління Національної гвардії України, що відповідає за інформування керівного складу Генерального штабу щодо питань проходження військової служби представниками рядового, сержантського та старшинського складу, а також за надання керівникам структурних підрозділів Головного управління і органів по роботі з особовим складом, командирам військових частин пропозицій щодо професійного розвитку, просування по службі та інших питань проходження військової служби військовослужбовцями сержантського і старшинського складу Національної гвардії України.
Головний сержант НГУ підпорядковується безпосередньо командувачу Національної гвардії України.

## Обов'язки
- планування, організація, контроль та координація виконання заходів розвитку та навчання професійного сержантського і старшинського складу НГУ, покращення їх морально-психологічного стану та соціального захисту періодично - доповіді командувачу Національної гвардії України (його заступникам) про результати виконання цих заходів, подання пропозицій для поліпшення;
- координування діяльності головних старшин військових частин (установ, організацій, закладів) НГУ з питань, що належать до його компетенції;
- участь в опрацюванні проектів нормативно-правових актів, наказів і директив, що належать до його компетенції;
- за рішенням командувача Національної гвардії України супроводження його (його заступників) під час роботи у військах та участі в заходах міжнародного військового співробітництва;·
- організація та здійснення контролю за діяльністю сержантів і старшин у військах, виконанням положень керівних документів, що регламентують порядок проходження військової служби рядовим, сержантським і старшинським складом, їх навчання та підготовку;
- вивчення, узагальнення і поширення передового досвіду, включаючи міжнародний, з питань організації роботи з військовослужбовцями рядового, сержантського і старшинського складу;
- представлення сержантського і старшинського складу на заходах високого рівня, ініціювання розгляду скарг та звернень військовослужбовців рядового, сержантського і старшинського складу перед керівним складом НГУ;
- постійна робота над удосконаленням стилю роботи, бути прикладом для сержантського і старшинського складу НГУ щодо виконання службових обов'язків, дотримання військової дисципліни та рівня професіоналізму.

## На посаді
- головний майстер-сержант Тимощук Дмитро Володимирович — з 24 березня 2017 року дотепер[1]